# 関越交通
関越交通株式会社（かんえつこうつう）は、東武系の朝日自動車グループに属するバス・タクシー事業者で、主に群馬県を中心とする地域に路線バス網やタクシー拠点を持っている。かつては県内最大規模を誇った親会社・東武鉄道の県内路線撤退によりそれらの路線を譲り受け、群馬県最大のバス事業者となった。

## 事業所
- 本社：群馬県渋川市中村608-1
  - 社屋と普通車（従業員）駐車場のみとなっており、バスやタクシー等に関する施設はなく、観光部も渋川営業所内に移転しており、基本的には一般客向け窓口はない。
- 渋川営業所／(本社)観光部：群馬県渋川市石原303-1（乗合バス・貸切バス）
  - 1994年（平成6年）4月開設。路線バスの他、富士急ハイランド線など高速路線を担当。
  - 2023年（令和5年）3月31日を以てタクシー営業終了。
- 吾妻営業所／吾妻整備工場／四万温泉号案内センター：群馬県吾妻郡中之条町伊勢町700-1（乗合バス・貸切バス・整備工場）
  - 2002年（平成14年）10月の吾妻観光自動車との合併により開設。吾妻・中之条・四万温泉地区の路線バスの他、高速バス四万温泉号や貸切バスも担当。
- 前橋営業所／アザレア号案内センター：群馬県前橋市総社町総社2533番地（乗合バス）
  - 2002年（平成14年）6月に平和町にタクシー兼バス営業所として開設、2011年（平成23年）総社町へバス事業を分離移転（具体的移転日は不明だが、7月1日に新営業所発着路線を新設している）。前橋・高崎地区の路線バスの他、アザレア号を担当。
- 沼田営業所／尾瀬高速バス案内センター：群馬県沼田市榛名町根岸4258-1（乗合バス・貸切バス・タクシー）
  - 1965年（昭和40年）開設の関越交通最古参の営業所。路線バスの他、アップル号などの高速路線、貸切バスも担当。
- 鎌田営業所：群馬県利根郡片品村鎌田4078-7（乗合バス・タクシー）
  - 1991年（平成3年）4月開設。所属車両数は10台（2005年6月1日現在）。
- 尾瀬戸倉案内所：群馬県利根郡片品村戸倉674
- 月夜野オートガススタンド：群馬県利根郡みなかみ町月夜野695-3

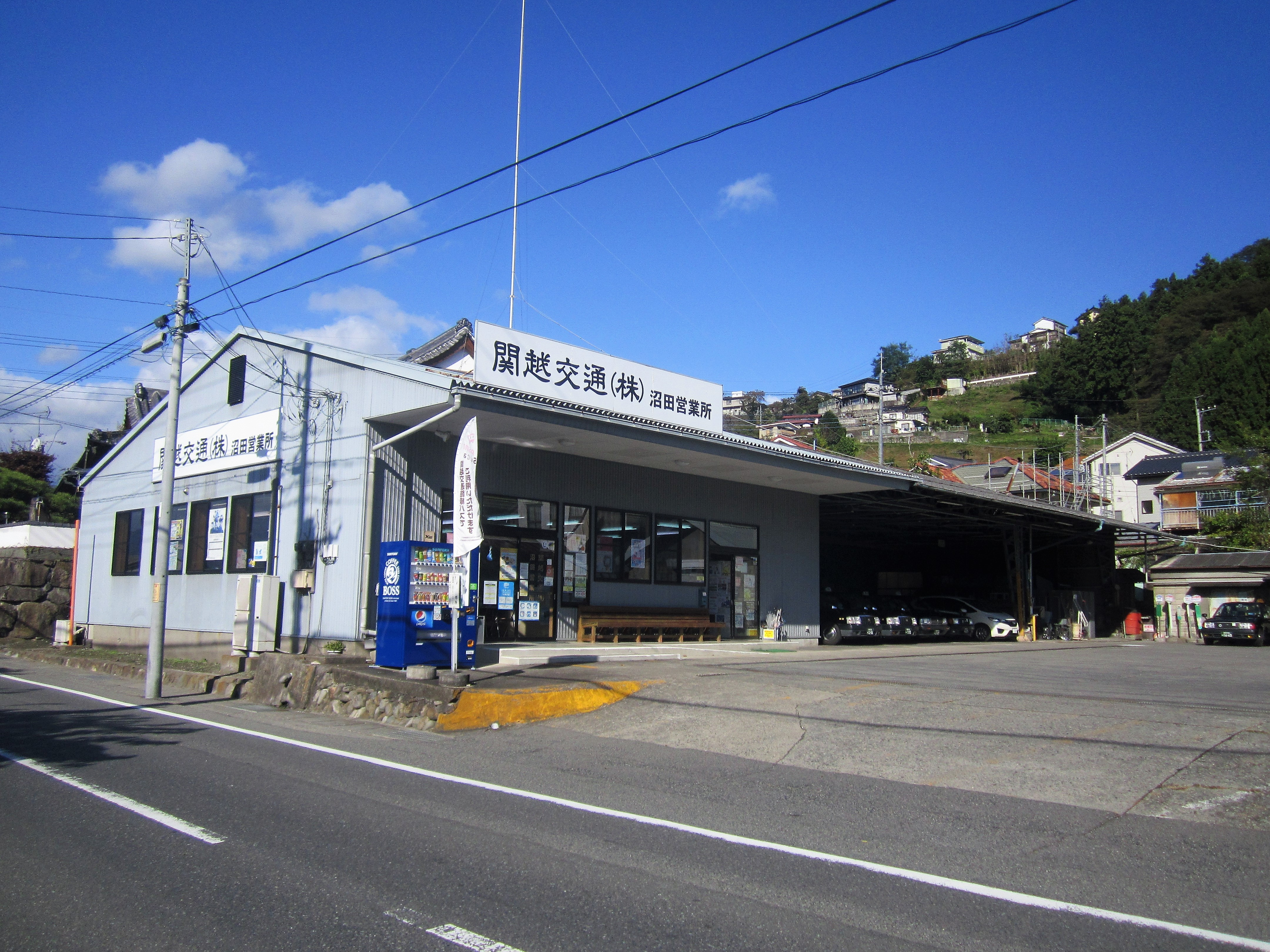
沼田営業所
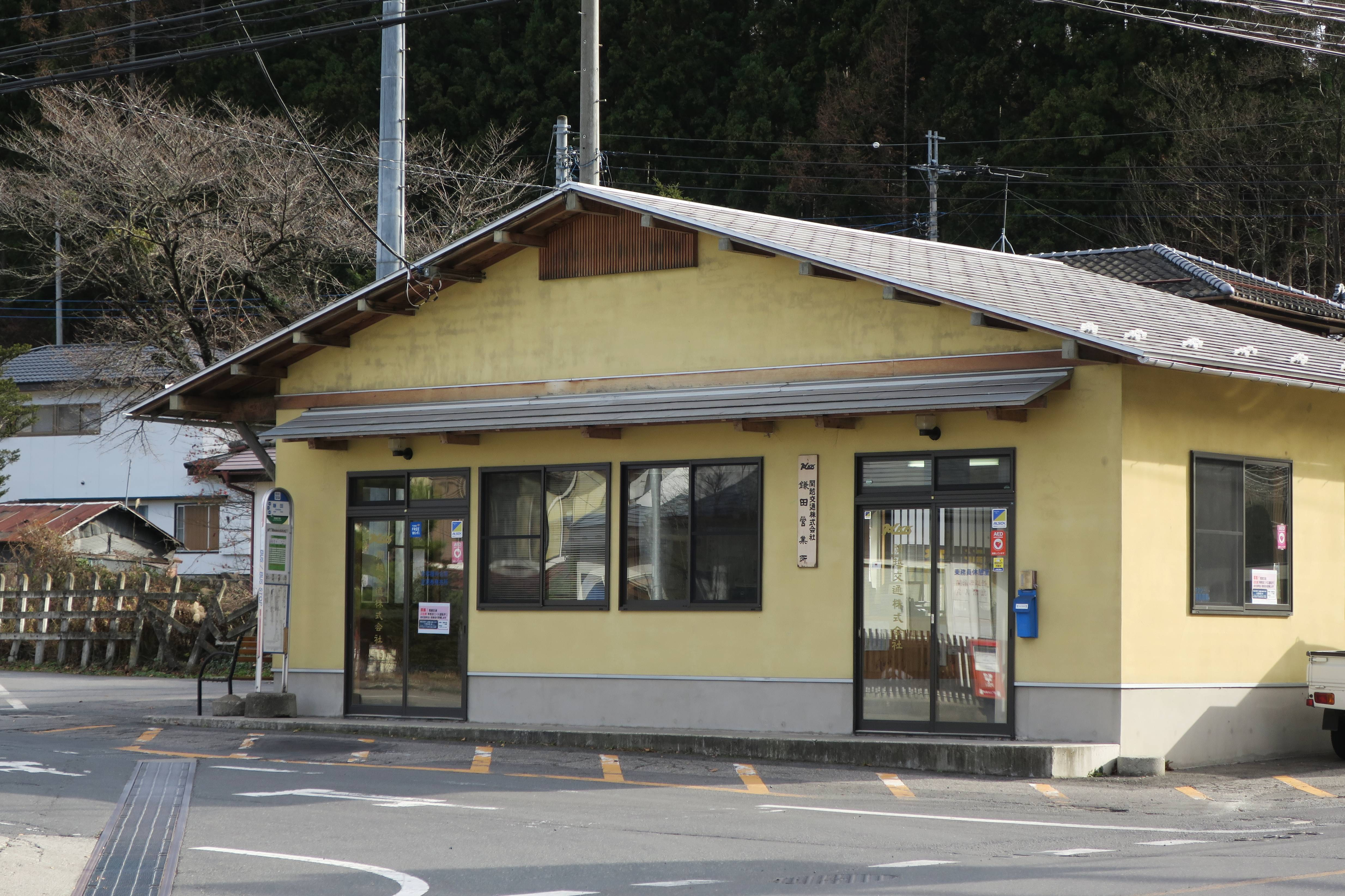
鎌田営業所

### かつて存在した事業所
- 水上営業所：群馬県利根郡みなかみ町湯原508-3（乗合バス・タクシー）
  - 1993年（平成5年）10月開設、2019年4月1日付で閉所。路線は沼田営業所に移管
- （旧）前橋営業所：群馬県前橋市平和町1-6-2（タクシー）
  - 2002年（平成14年）6月開設、2011年（平成23年）にバス事業を総社町に分離後、タクシー専用としてしばらく残っていたが、2012年（平成24年）4月現在公式サイトの会社案内から消滅していることから、閉鎖しているものとして扱う。
- 後閑営業所：群馬県利根郡みなかみ町月夜野695-3（タクシー）
  - 2012年（平成24年）4月現在公式サイトの会社案内から消滅していることから、閉鎖しているものとして扱う。
  - 住所が同じことから分かるように月夜野オートガススタンドを併設しており、閉鎖後はガススタンドのみ単独で存続している。
- 行田営業所：埼玉県行田市桜町3-2478（貸切バス）
  - 2002年（平成14年）11月開設。いすゞ車1台、日野車2台、三菱ふそう車2台、計5台の貸切バスが所属する営業所であった。

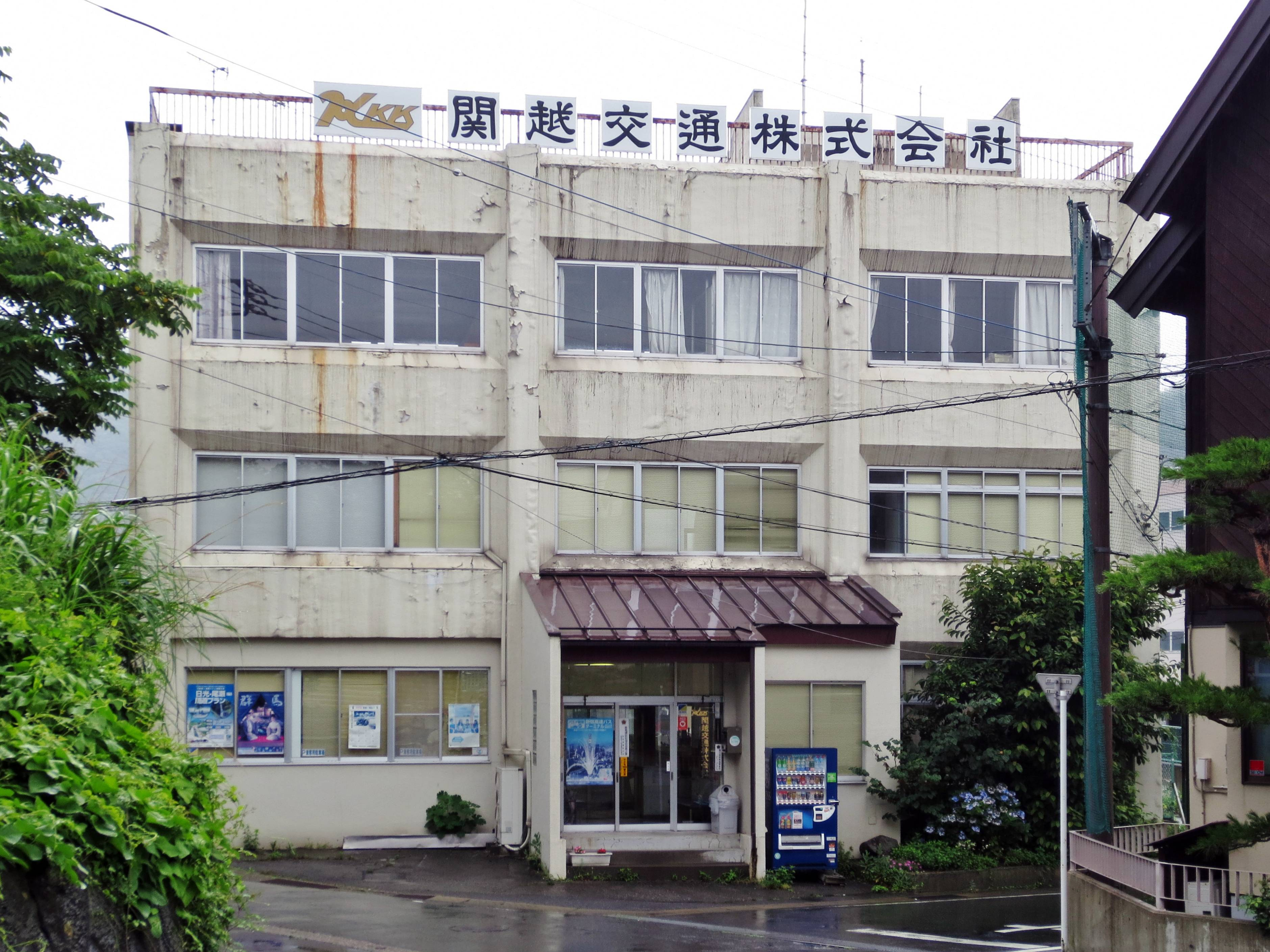
水上営業所（2016年撮影、2023年現在建物解体済）

## 沿革
- 1953年（昭和28年）6月15日 - 水上観光自動車株式会社設立。
- 1953年（昭和28年）8月 - タクシー事業開始。
- 1960年（昭和35年）3月 - 東武グループ入り。
- 1962年（昭和37年）9月 - 貸切バス事業開始。
- 1972年（昭和47年）11月1日 - 商号を水上観光自動車から関越交通株式会社に変更。
- 1982年（昭和57年） - 上毛高原駅 - 水上駅リレーバス運行開始。
- 1987年（昭和62年）10月1日 - 昭和村の代替バス（沼田三軒家 - 永井）受託開始。
- 1988年（昭和63年）10月1日 - 東武バス路線廃止に伴い、代替バス（生越・中野循環線）運行開始。
- 1991年（平成3年）4月8日 - 東武バス路線廃止に伴い、委託代替バス（片品中・鎌田 - 花咲線、沼田三軒家 - 岩本 - 桜の木線）運行開始。
- 1992年（平成4年）4月8日 - 東武バス路線廃止に伴い、沼田駅 - 中山本宿線の委託代替バス運行開始。
- 1993年（平成5年）4月8日 - 東武バス路線廃止に伴い、委託代替バス（渋川駅 - 桜の木、沼田駅 - 迦葉山、川場循環線）運行開始。
- 1993年（平成5年）10月 - 東武バスより、上毛高原駅・水上駅 - 谷川岳ロープウェイ線の移管を受け、乗合バス事業開始。以降、1999年（平成11年）まで次々と、東武バスより群馬県下の路線の移管を受ける。
- 1996年（平成8年） - アザレア号を開設。
- 1999年（平成11年） - 東武バスより、前橋営業所の廃止に伴い、前橋市内の路線の移管を受け乗合免許キロが群馬県最大となる（東武バスからの移管完了）。
- 2000年（平成12年）10月 - 群馬観光タクシーより事業譲渡、事実上の吸収合併。
- 2000年（平成12年）12月12日 - 群馬県共通バスカード「ぐんネット」運用開始
- 2002年（平成14年）10月 - 吾妻観光自動車を統合。
- 2002年（平成14年）11月 - 行田営業所開設。
- 2003年（平成15年）7月5日 - 高速バス「伊香保温泉号」運行開始[2]。
- 2004年（平成16年） - 高速バス「四万温泉号」運行開始。
- 2005年（平成17年）9月 - 行田営業所閉所。
- 2008年（平成20年）7月18日 - 高速バス「伊香保・草津温泉号」・上毛高原駅 - 草津温泉バスターミナル間路線バス運行開始。
- 2008年（平成20年）7月26日 - 高速バス「富士急ハイランド線」運行開始。
- 2009年（平成21年）9月30日 - この日の運行をもって、高速バス「伊香保温泉号」「伊香保・草津温泉号」および上毛高原駅 - 草津温泉間の路線バスを廃止。
- 2013年（平成25年）12月6日 - 高速バス「みなかみ温泉号」運行開始。
- 2015年（平成27年）10月30日 - 高速バス「伊香保・四万温泉号」運行開始。
- 2016年（平成28年）5月1日 - 季節運行路線バス「日光・かたしなエクスプレス号」の運行を開始（平成28年5月1日〜平成28年10月30日）[3]
- 2019年（平成31年）4月1日 - 水上営業所閉所。路線は沼田営業所へ移管。
- 2020年（令和2年）4月1日 - 一部路線に県内のバス事業者では初めて「PASMO」などの全国相互利用サービスに対応した交通系ICカードが利用可能となる[4]。以降、順次対象路線拡大中。
- 2023年（令和5年）11月20日 - 高速バス「吉祥寺～草津温泉」運行開始。

### 吾妻観光自動車
- 1953年（昭和28年）11月5日 - 吾妻観光タクシー株式会社設立。
- 1962年（昭和37年）1月 - 吾妻観光自動車に商号変更。
- 1969年（昭和44年） - 東武グループ入り。
- 1978年（昭和53年）4月8日 ‐ 東武バス路線廃止に伴い、原町 - 東村小学校線と伊参赤坂循環線の委託代替バス運行開始。
- 1988年（昭和63年）10月1日 - 東武バス路線廃止に伴い、渋川 - 御園線の委託代替バス運行開始。それまでの原町 - 東村小学校線は原町 - 御園線に短縮。
- 1992年（平成4年）4月8日 - 東武バス路線廃止に伴い、中之条駅 - 中山本宿線の委託代替バス運行開始。
- 1992年（平成4年）10月1日 - 東武バス路線廃止に伴い、中之条駅 - 四万・沢渡線の乗合バス運行開始。
- 1993年（平成5年）10月1日 - 群馬バス路線廃止に伴い、権田車庫 - 薬師温泉線の乗合バス運行開始。
- 1994年（平成6年） - 吾妻郡東村から路線委託を受ける。その他新路線開設。
- 2002年（平成14年）10月 - 関越交通に吸収合併され、解散。

### 群馬観光タクシー
- 1950年（昭和25年） - 群馬観光タクシー株式会社設立。
- 1957年（昭和32年） - 東武グループ入り。
- 1990年（平成2年）4月16日 - 赤城村からの受託により、乗合タクシー（渋川駅 - 勝保沢線）営業開始。
- 1991年（平成3年）4月8日 - 東武バス路線廃止に伴い、代替バス（渋川駅 - 南柏木）運行開始。
- 1992年（平成4年）10月1日 - 渋川市よりしぶかわタウンバス（渋川駅 - 西群馬病院）を受託。
- 2000年（平成12年）10月 - 群馬県エリアの事業（群馬観光タクシーブランドおよび国際ハイヤー太田・大泉）を関越交通に譲渡、群馬観光タクシーブランド消滅。
- 2001年（平成13年）10月1日 群馬観光タクシー株式会社と国際ハイヤー株式会社が合併[5]。
登記・資本的な存続会社は群馬観光タクシーとなったものの、商号および本店所在地等は、国際ハイヤー（現国際十王交通）が継承している。

## 高速路線

### 現行路線

#### アザレア号

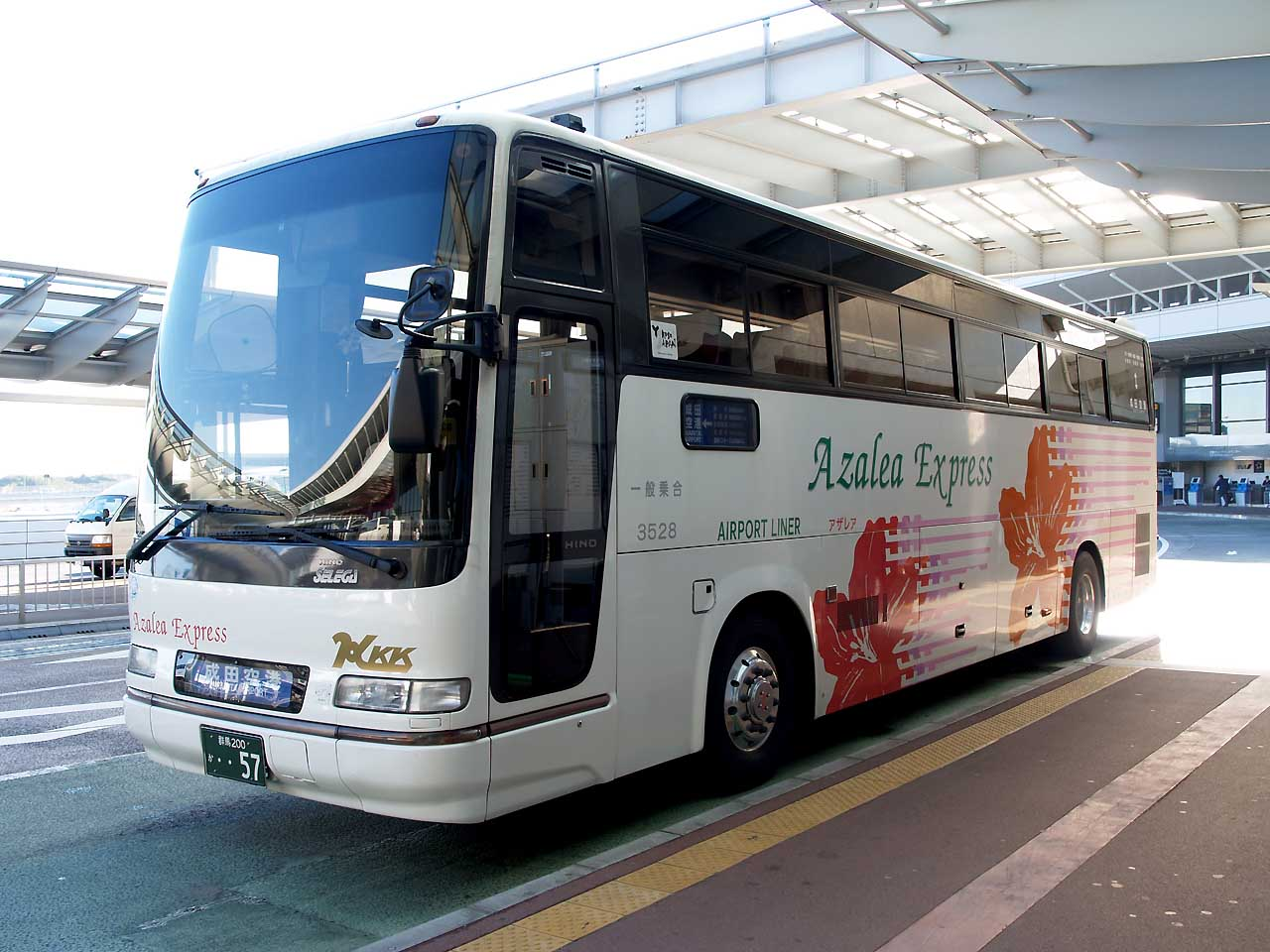
成田空港リムジン「アザレア」

千葉交通と共同運行。1996年（平成8年）7月運行開始。
- 前橋関越交通営業所 - 前橋駅南口 - 前橋亀里パーキング - 高崎駅東口 - 藤岡インター - 東京ディズニーランド（1往復のみ停車） - 成田空港（第1・第2・第3ターミナル）（1日4往復、2025年3月1日〜5往復予定）
- コロナ禍前は12往復あり、伊香保方面に乗り入れる便もあったが、2025年現在、全便前橋営業所止まりとなっている。

#### 四万温泉号

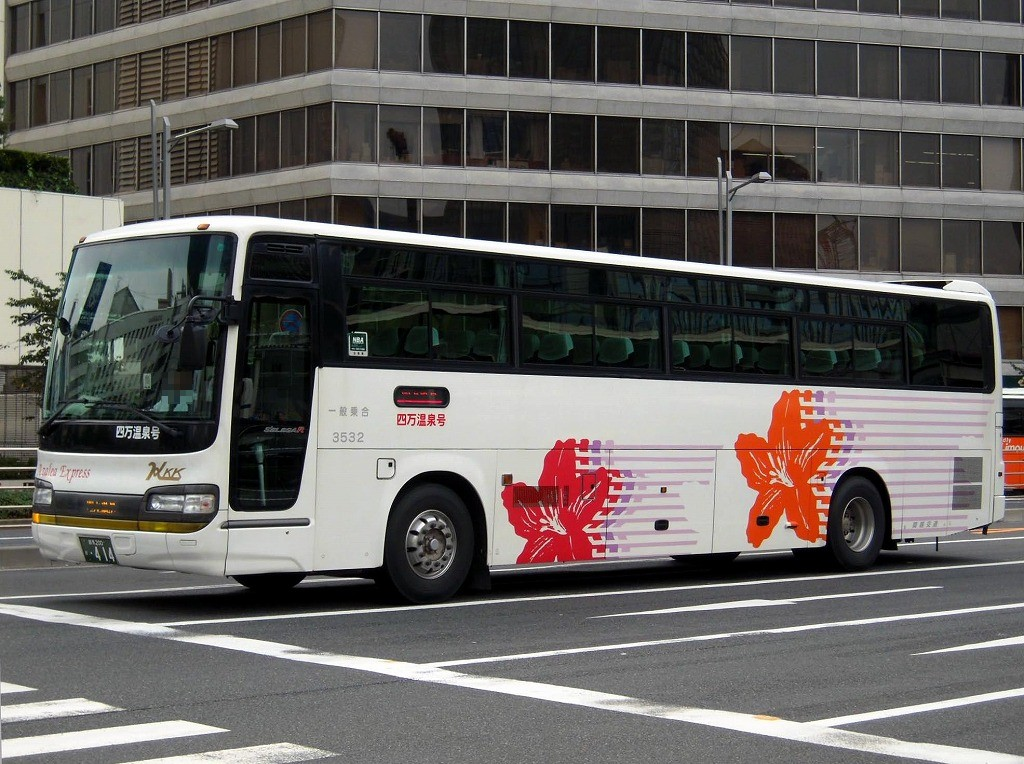
高速バス「四万温泉号」

群馬県の四万温泉と東京都を結ぶ。吾妻営業所の担当。1日1往復。(12月～5月は1往復増便。) 東京側でバス停の使用と車両の夜間留置、乗務員仮眠に東北急行バスが施設面の支援を行う。
運行経路
四万温泉 - 月見橋 - 山口 - 温泉口 - 沢渡温泉入口 - 中之条駅入口 - 小野上温泉 - 渋川駅 - （関越自動車道） - （東京外環自動車道） - （首都高速道路） - 東京駅（JRバス） - 東雲車庫
※上り便は高坂SA、下り便は上里SAで休憩する。
沿革
- 2004年（平成16年） - 運行開始。
- 2006年（平成18年）2月16日 - 渋川駅・小野上温泉・中之条駅入口停留所新設。
- 2006年（平成18年）12月22日 - 冬の増便開始。
- 2007年（平成19年）4月1日 - 冬の増便終了。
- 2009年（平成21年）8月1日 - バス停新設（沢渡温泉入口）。

#### 伊香保四万温泉号　羽田線

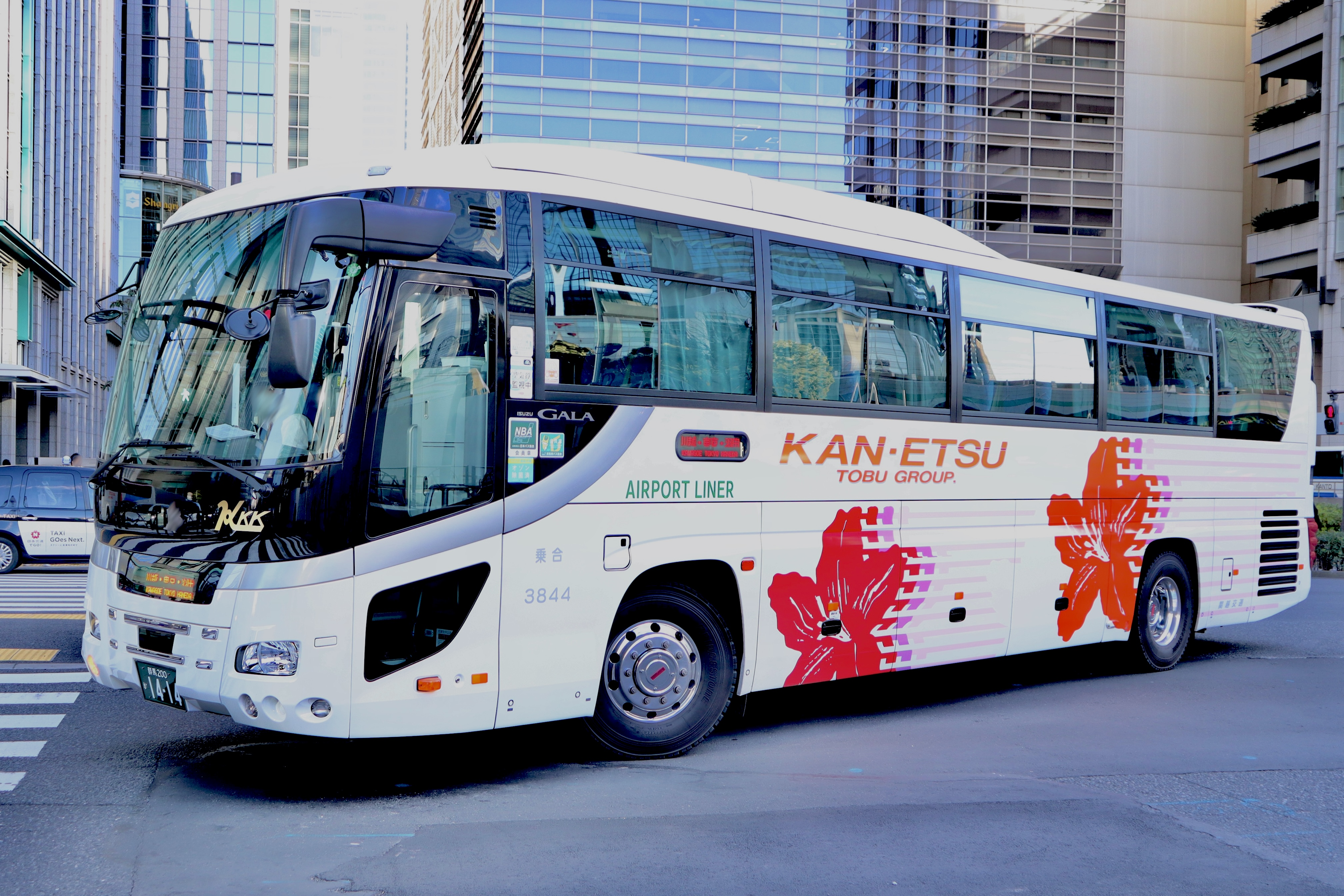
伊香保四万温泉号羽田線

群馬県の四万温泉、伊香保温泉と羽田エアポートガーデン（羽田空港第3ターミナル隣接）を結ぶ。吾妻営業所の担当。
運行経路
四万温泉 - 月見橋 - 山口 - 温泉口 - 伊香保石段街口 - 伊香保温泉 - 伊香保温泉バスターミナル - 伊香保グリーン牧場 - 渋川駅 - 川越駅 - 東京駅（八重洲南口／日本橋口） - 羽田エアポートガーデン
※上り便は高坂SA、下り便は上里SAで休憩する。
- 2023年（令和5年）11月1日 - 東京駅から羽田エアポートガーデンまで延伸。
- 2024年（令和6年）5月7日 - 川越駅経由にルート変更。
- 2025年（令和7年）5月7日 - 季節運行に変更、同日より同年10月31日まで運休[6]。

#### 尾瀬号
（季節運行）

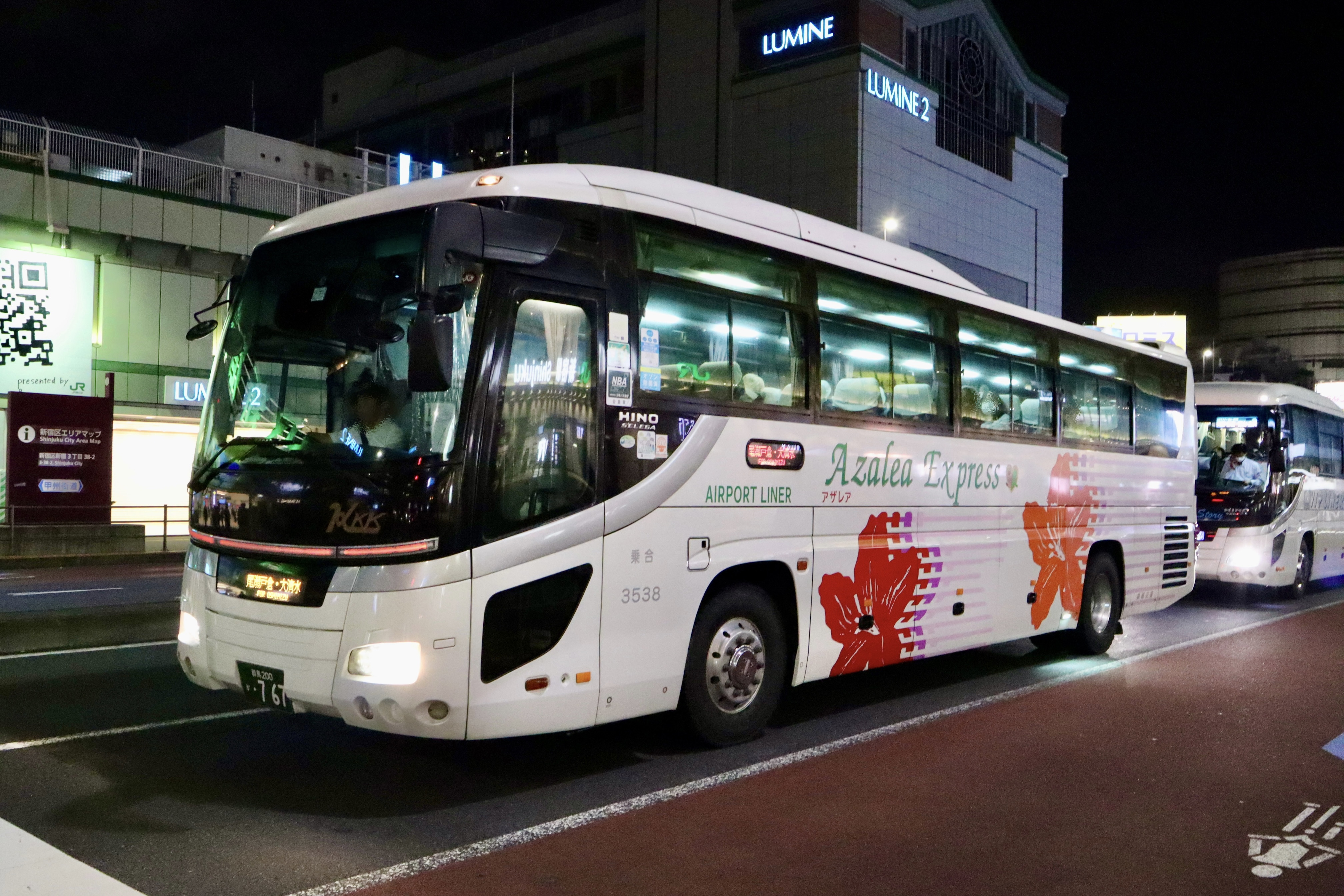
季節運行の尾瀬号

- バスタ新宿（新宿駅）・練馬駅入口・川越駅西口 - 沼田・尾瀬戸倉・大清水
  - 単独路線だが、2022年・2023年シーズンのみ川越観光自動車（川越駅始発・終着担当）と共同運行していた[7][8]。

#### アップル号
- 沼田駅前 - テラスぬまた･市役所前 - 神明神社前 - 沼田市保健福祉センター前 - 沼田三軒屋 - 市営住宅入口 - （関越自動車道） - 運転試験場前 - NHK東 - 群馬中央病院 - 県庁前 - グリーンドーム前橋（一部便のみ停車） - 日銀前（前橋方向のみ停車） - 市役所･合庁前（沼田方向のみ停車） - 千代田町三丁目 - 住吉町交番前 - 群大病院
  - 　関越交通単独運行にて平日7往復、土休日3往復運行。地域間幹線系統として国の補助を受ける[9]。

#### 富士急ハイランド線
- 2008年（平成20年）7月26日運行開始（季節運行）
- 関越交通渋川営業所・渋川駅・前橋駅南口・前橋亀里パーキング・高崎駅東口・藤岡インターチェンジ - 富士急ハイランド・河口湖駅
  - 富士急バスと共同運行

#### かたしなスノーエクスプレス号

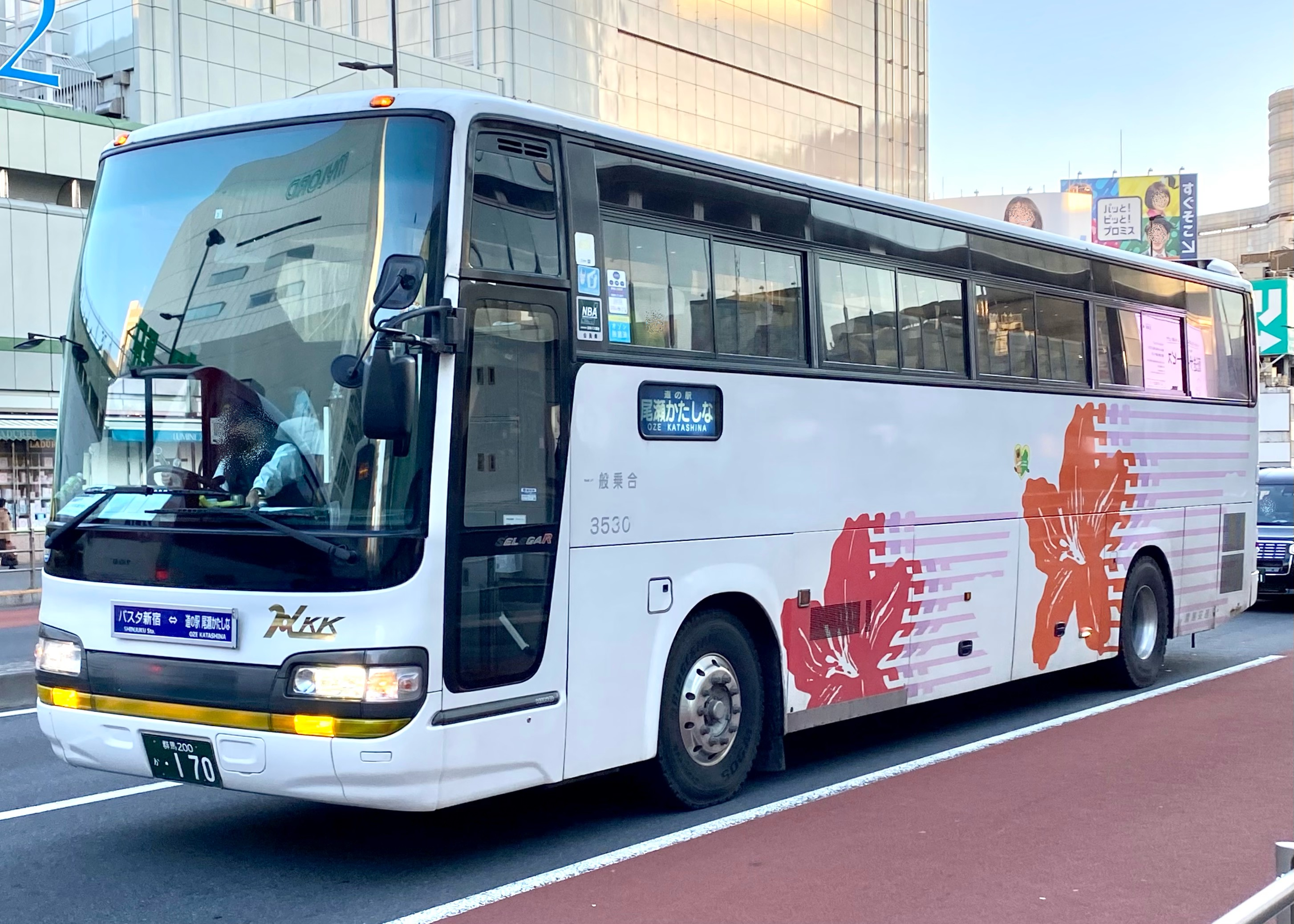
高速バス「かたしなスノーエクスプレス号」

- 2017年（平成27年）12月23日運行開始（季節運行）
- バスタ新宿 - 道の駅尾瀬かたしな
  - 関越交通単独運行

#### 吉祥寺～草津温泉線
- 吉祥寺駅北口 - 渋川駅 -  中之条駅入口 - 草津温泉バスターミナル
- 2023年（令和5年）11月20日運行開始
- 2往復運行
  - 関東バスとの共同運行
- 2024年10月1日から同年11月30日まで、関越交通便は運休していた[10]。

### 廃止路線

#### 伊香保温泉号
運行経路
伊香保バスターミナル - 伊香保温泉まちの駅 - 伊香保温泉見晴下 - 伊香保グリーン牧場 - 六本松 - しんとうふるさと公園 - 広馬場 - 群馬温泉やすらぎの湯 - 高崎群馬支所 - 大八木工業団地東 - 前橋IC入口 - （関越自動車道） - 練馬駅（区役所前） - 新宿駅新南口
沿革
- 2003年（平成15年）7月5日 - 運行開始。JRバス関東との共同運行[2]（1日4往復）。高崎問屋町経由。
- 2004年（平成16年）12月17日 - JRバス関東が撤退、1日3往復に減便。
- 2007年（平成19年）4月1日 - 1日2往復に減便。1往復を前橋IC入口経由に変更。
- 200x年 - 1日1往復に減便。高崎問屋町経由を廃止。
- 2009年（平成21年）9月30日 - この日の運行をもって廃止。

#### 伊香保・草津温泉号
草津温泉バスターミナル（草津温泉駅）と東京駅八重洲通り・東雲車庫を結んでいた。1日1往復。担当は吾妻営業所。
運行経路
草津温泉バスターミナル - 群馬原町駅北口 - 中之条駅南口 - 伊香保榛名口 - 伊香保温泉（町の駅） - 渋川駅 - 東京駅八重洲通り - 東雲車庫
沿革
- 2008年（平成20年）7月18日 - 運行開始。
- 2009年（平成21年）9月30日 - この日の運行をもって廃止。

#### 上州湯けむりライナー 伊香保・四万温泉号
- 2013年・2014年冬期：西上尾車庫・上尾駅・川越駅西口 - 渋川駅・伊香保温泉・四万温泉
- 2015年～2019年冬期：新越谷駅・川越駅西口 - 渋川駅・伊香保温泉・四万温泉

#### 太田〜伊香保・四万温泉シャトル
- 2014年（平成26年）10月1日運行開始（2015年（平成27年）3月31日までの季節運行）
- 太田駅 - 伊香保温泉・四万温泉
  - 太田駅発のみ、途中富岡製糸場に75分停車
  - 関越交通単独運行

#### スキーライナー尾瀬号
- 新宿駅新南口 - スノーパーク尾瀬戸倉

#### 上州湯けむりライナー みなかみ温泉号

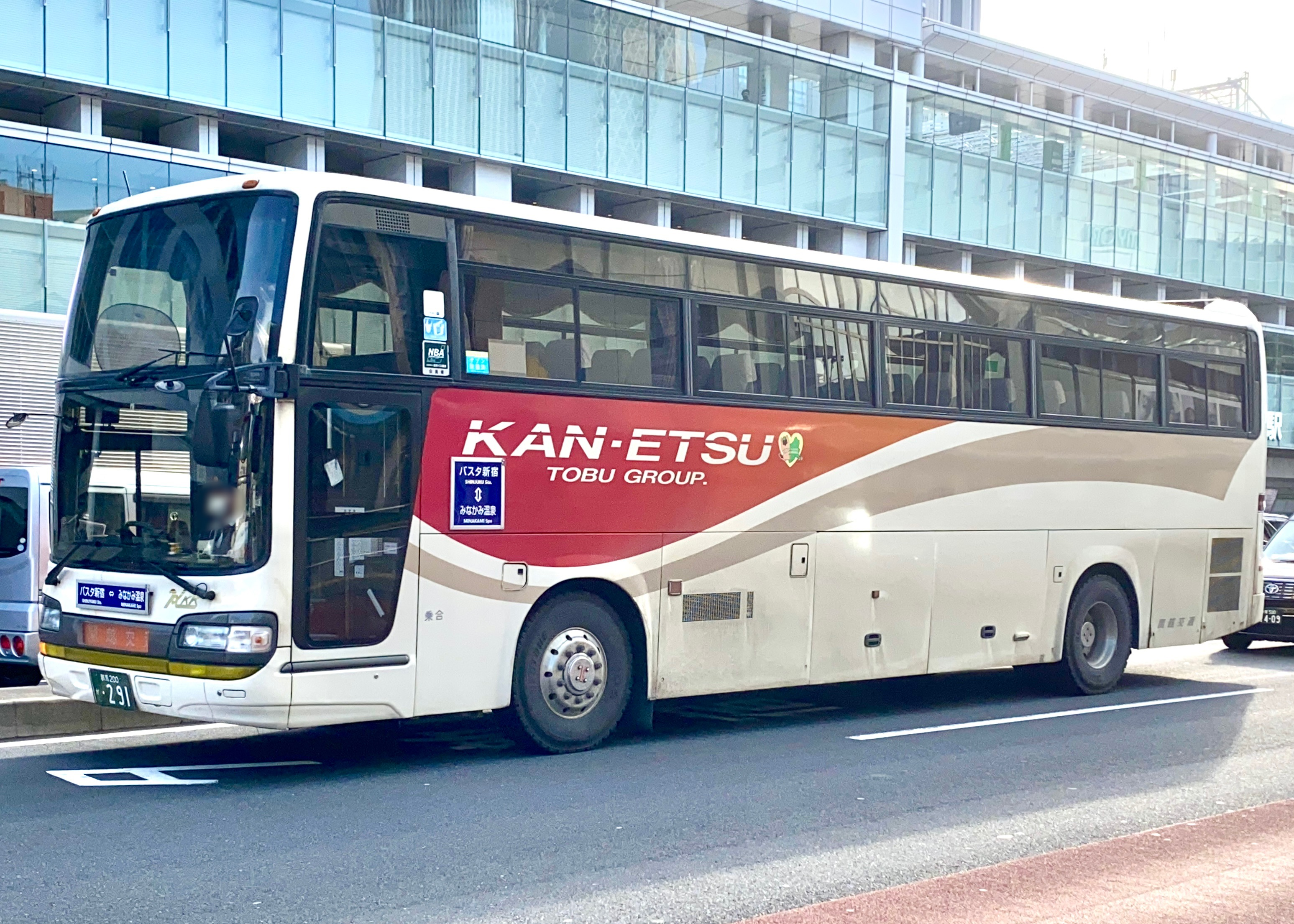
みなかみ温泉号

- 2013年（平成25年）12月6日運行開始（季節運行）
- バスタ新宿（新宿駅）・練馬駅入口・川越駅西口 - 上毛高原駅・水上駅・水上高原ホテル200
  - 関越交通単独運行

#### 上州湯けむりライナー 伊香保・四万温泉号
- 2020年（令和2年）10月31日運行開始（季節運行）
- 東雲車庫・東京駅（JRバス）・川越駅西口 - 渋川駅・伊香保温泉・四万温泉
  - 関越交通単独運行

#### 高崎・伊香保・四万温泉号八王子線
- 京王八王子駅・JR八王子駅北口 - 高崎駅東口 - 渋川駅（乗降可能） - 伊香保温泉 - 伊香保温泉バスターミナル - 伊香保石段街口 - 中之条駅入口 - 温泉口（四萬館前） - 山口（やまぐち館前） - 月見橋 - 四万温泉（四万グランドホテル前）
- 2021年（令和3年）11月1日運行開始
- 2往復運行（うち1往復は京王八王子駅 - 伊香保石段街口間の運行）
  - 西東京バスとの共同運行
- 2023年11月1日より関越交通便は当面運休となった[11]。
- 2024年11月30日付で、西東京バス便も含めて[12]路線廃止した（関越交通便は運行再開しないまま廃止となった）[13]。

## 定期観光バス
上毛高原駅⇒水上駅⇒谷川岳ロープウェー⇒谷川岳ドライブイン（昼食）⇒須田貝発電所⇒奈良俣ダム⇒水上駅⇒上毛高原駅（沼田営業所担当）

## 一般路線

### 沼田営業所
詳細は「沼田営業所」を参照。

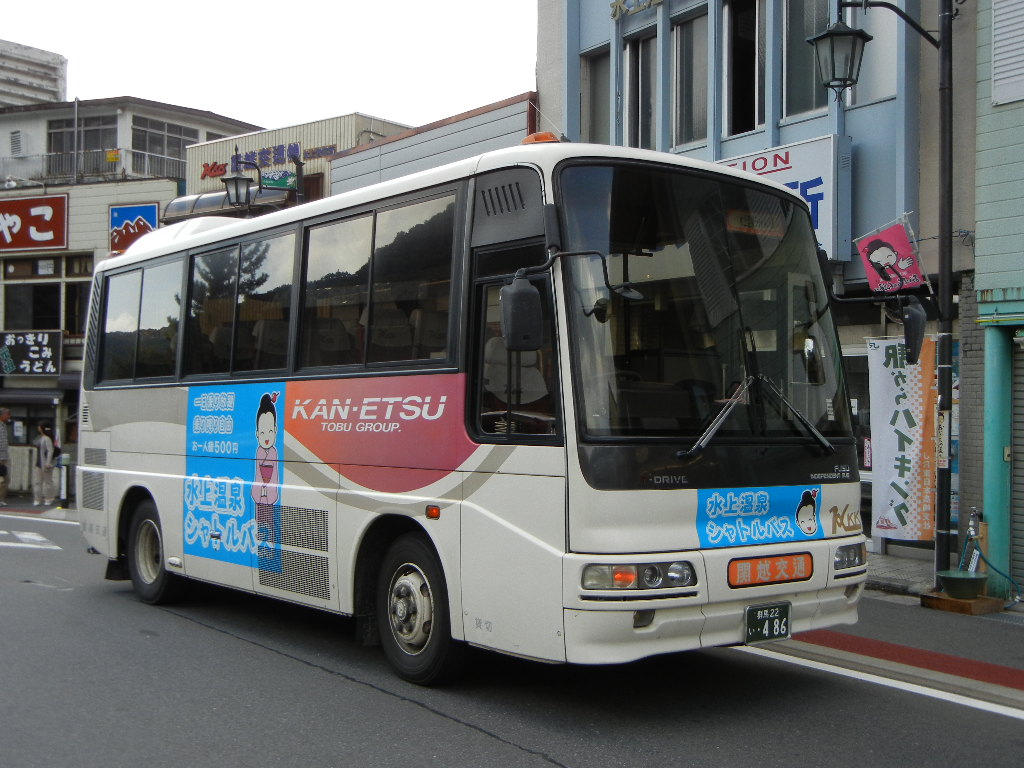
水上温泉シャトルバス（水上駅前、ゆるキャラ「おいでちゃん」がラッピングされている）

- 鎌田線： 上毛高原駅 - 沼田駅 - 老神温泉 - 鎌田・鳩待峠行きバス連絡所（戸倉地区）・丸沼・大清水（鎌田営業所との共管）
- 猿ヶ京線： 沼田市保健福祉センター前 - 沼田駅 - 後閑駅 - 上毛高原駅 - たくみの里 - 猿ヶ京
- たんばらラベンダーシャトルバス（上毛高原駅・沼田駅 - 西倉内町[環状線　沼田小学校近く] - ラベンダーパーク・センターハウス）
- コミュニティバス
  - 沼田市バス
  - 川場村営バス
  - 昭和村営バス

下記は水上営業所閉所に伴い沼田営業所へ移管された路線。
- 上毛高原駅 - 水上駅 - 宝台樹スキー場・湯の小屋・谷川岳ヨッホ ※ 2024年12月1日、谷川岳ロープウェイの施設名が谷川岳ヨッホに変更されたことに伴い、停留所名（行先表示）も変更。
- 水上温泉シャトルバス
- 上毛高原駅 - 上牧駅前 - 水上駅 - 水上車庫

### 鎌田営業所
詳細は「鎌田営業所」を参照。

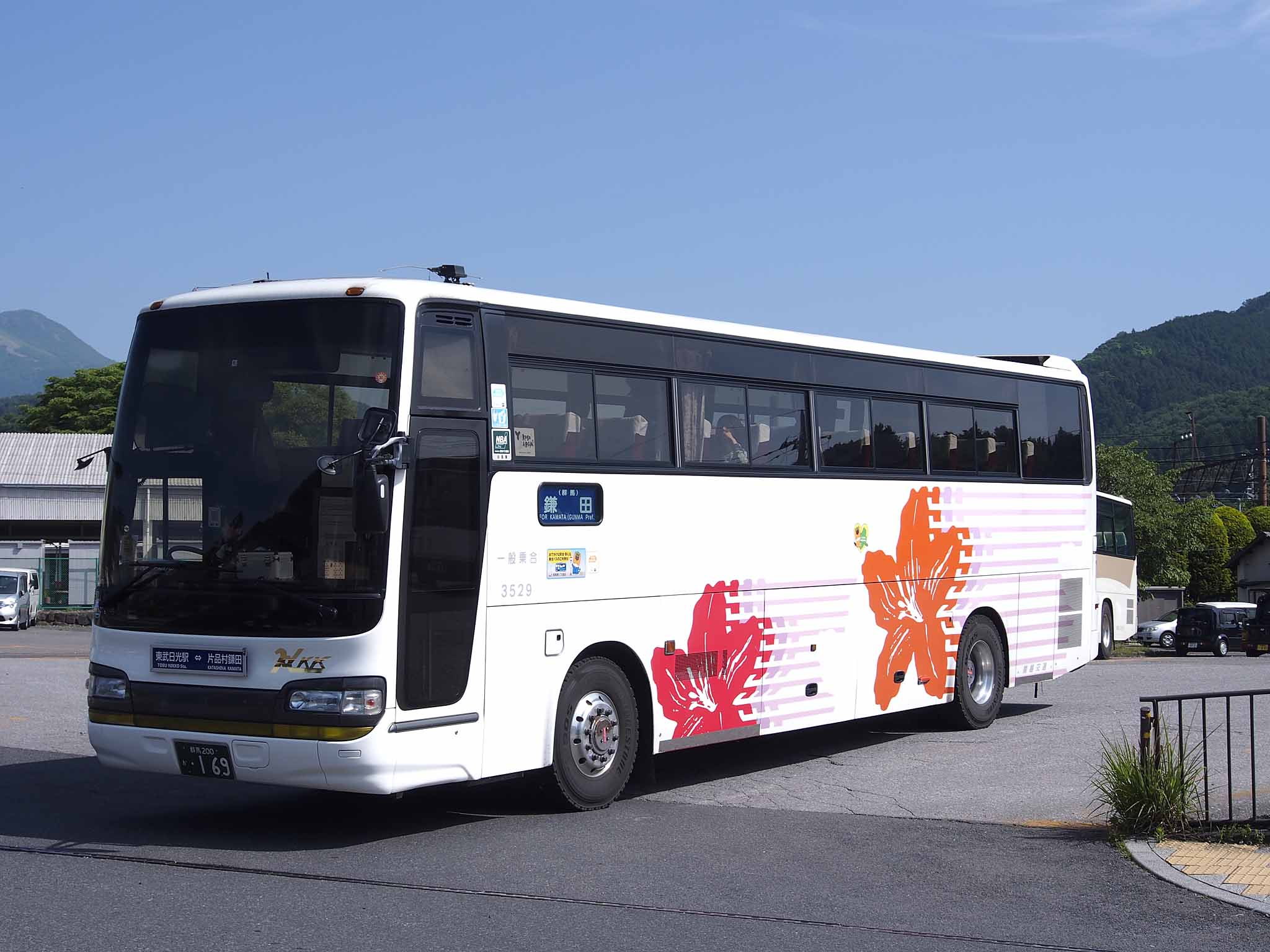
東武日光駅を出発する日光尾瀬かたしなエクスプレス

- 鎌田・大清水・鳩待峠行きバス連絡所（戸倉地区） - 戸倉スキー場・富士見下[14]
- 尾瀬戸倉 - 鳩待峠
- 鎌田 ‐ 丸沼高原ロープウェイ ‐ 菅沼 ‐ 湯元温泉 ‐ 中禅寺温泉駅 ‐ 東武日光駅（日光尾瀬かたしなエクスプレス号／季節運行）
- 鎌田 - 丸沼高原ロープウェイ - 菅沼 - 湯元温泉 (夏期のみ運行)

### 渋川営業所

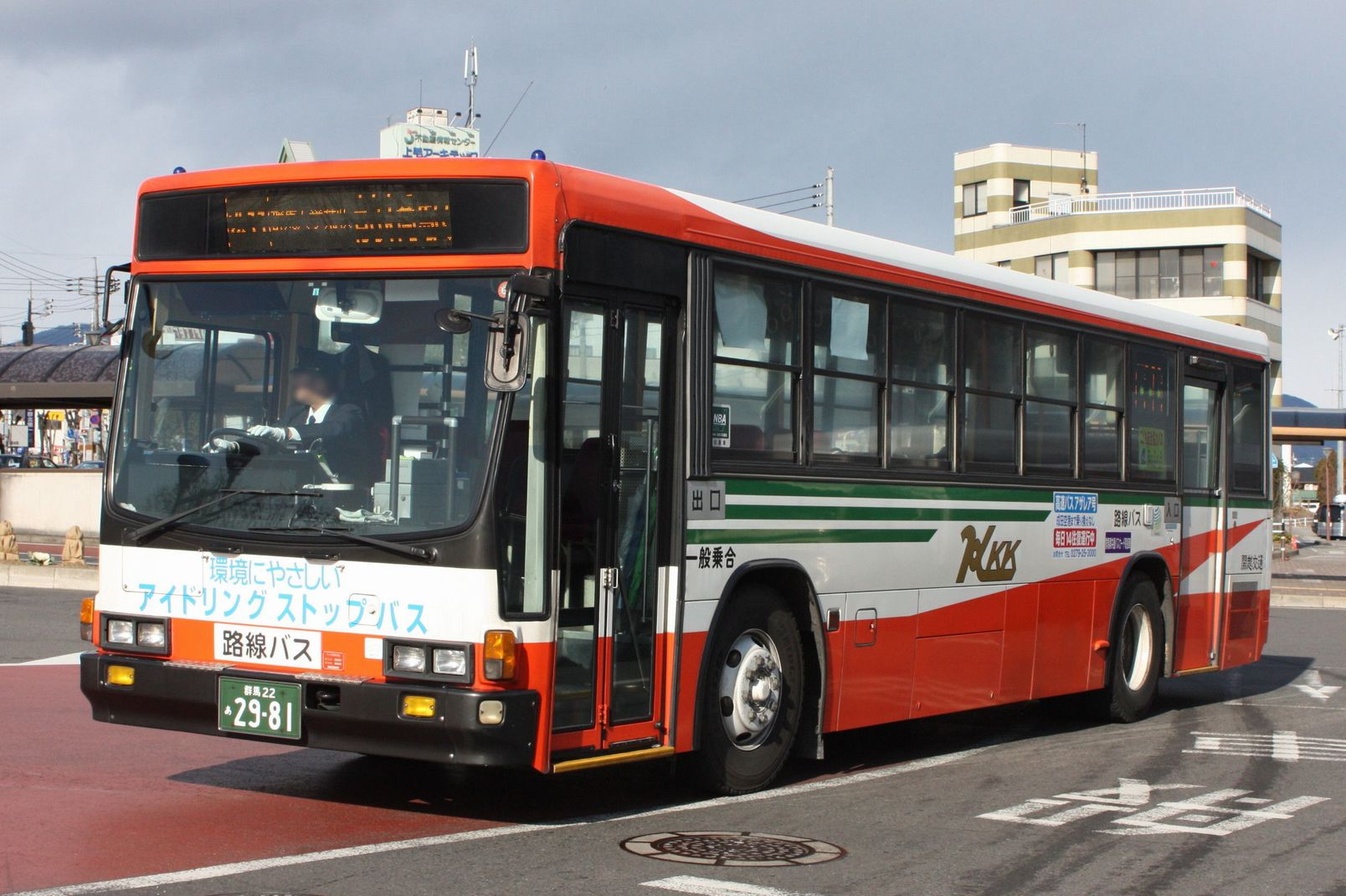
関越交通の一般路線バス車両 渋川駅前

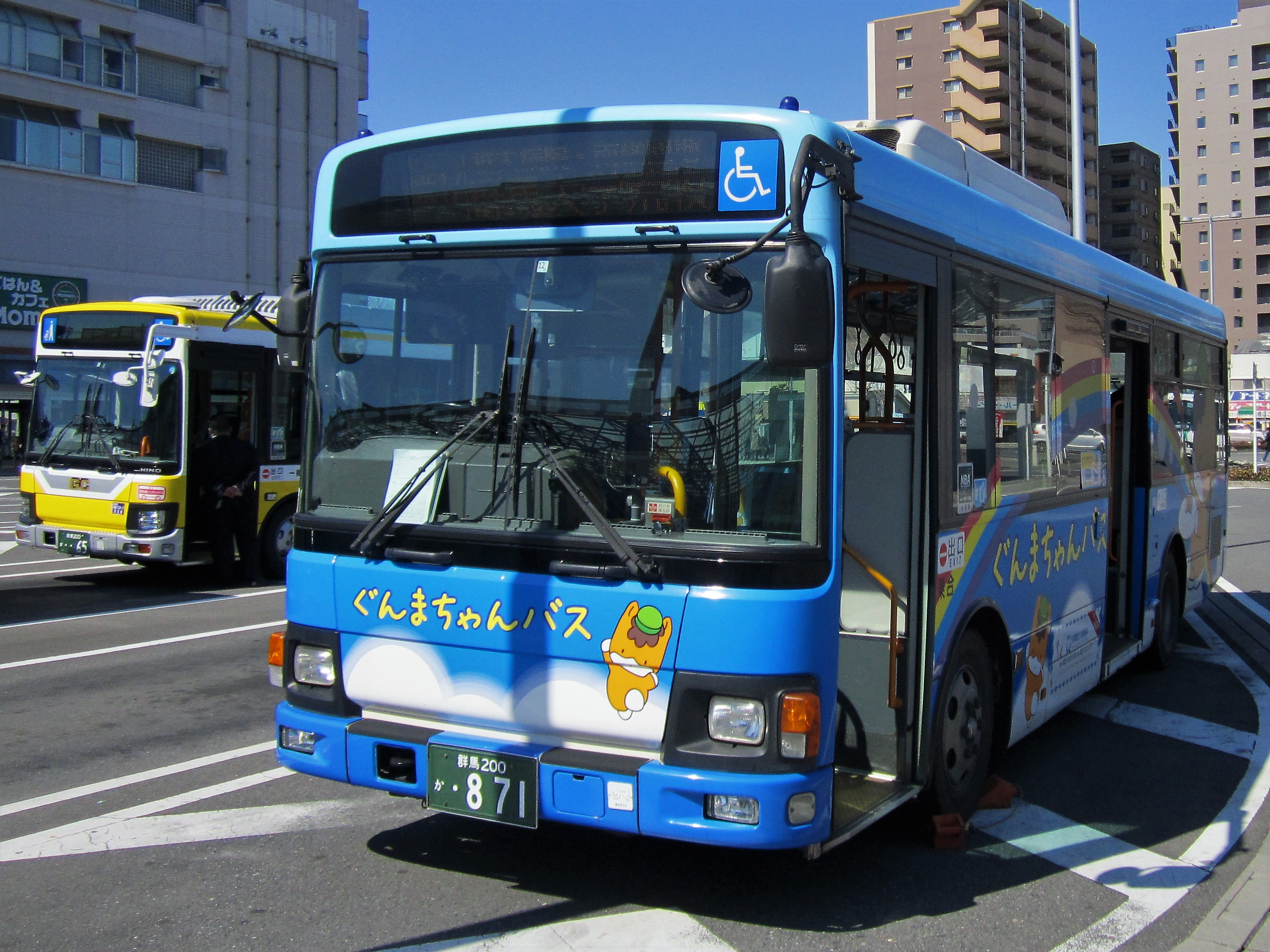
ぐんまちゃんバス（夏） 前橋駅前

- けやきウォーク前橋 - 前橋駅 - 群馬大学荒牧 - 小児医療センター - 渋川駅 - 渋川市内循環（前橋営業所との共管）
- けやきウォーク前橋 - 前橋駅 - 南橘団地 - 渋川駅（前橋営業所との共管）
- 前橋駅 - 中央前橋駅 - 富士見温泉 - 赤城山ビジターセンター（前橋営業所との共管）
  - 急行便は車内放送開始時に童謡「チューリップ」のBGMが流れるが、これは作曲者の井上武士が沿線の旧芳賀村の出身であることにちなむ。
- 渋川駅 - 群馬温泉 - 金古四ツ角 - イオンモール高崎 - 北高崎駅 - 高崎駅（前橋営業所との共管）
- 伊香保線：赤城自然園 - 渋川医療センター - 渋川駅 - 四ツ角・市役所通り - 渋川青翠高校 - 渋川スカイランドパーク - 佛光山法水寺 - 伊香保温泉 - 伊香保バスターミナル - 伊香保榛名口
  - 急行便の設定もある（渋川駅-グリーン牧場前-水沢入口ビジターセンター前-見晴下-伊香保バスターミナル-伊香保温泉-石段街口-伊香保榛名口のみ乗降可）
- 渋川駅 - 東町 - 渋川医療センター
- 渋川タウンバス
- 伊香保タウンバス3号線
- 前橋市富士見地区巡回バス 「るんるんバス」（デマンドバス）

深夜バスの試験運行
2008年（平成20年）10月10日から2009年（平成21年）3月27日の間の金曜日限定で深夜バスが試験運行されている。深夜バスは特に始発停留所を23時以降発車する便について運賃倍額で設定されることが多いが、両便とも通常運賃が設定されている。
- 高崎駅西口→北高崎駅→金古四ツ角→渋川駅
- 高崎駅西口→北高崎駅→金古四ツ角→群馬温泉

### 前橋営業所
詳細は「前橋営業所」を参照。
- けやきウォーク前橋 - 前橋駅 - 群大病院 - 南橘団地 - 群馬大学荒牧 - 道の駅まえばし赤城（渋川営業所との共管）
- 前橋駅 - 敷島公園バスターミナル - 緑が丘町 - 川原町北 - 総合スポーツセンター
- けやきウォーク前橋 - 前橋駅 - 中央前橋駅 - 富士見温泉（渋川営業所との共管）
- けやきウォーク前橋 - 前橋駅 - 中央前橋駅 - 富士見温泉 - 国立赤城青少年交流の家（4月1日〜11月3日の土休日に運行。4月1日〜11月3日の平日はデマンド運行。）
  - 冬期間は運休となる。デマンド該当便で、国立赤城青少年交流の家まで乗車を希望する場合は、前日までに前橋営業所へ連絡する必要がある。なお、富士見温泉 - 国立赤城青少年交流の家間の各停留所での乗降はできない。
- けやきウォーク前橋 - 前橋駅 - 本町 - 県庁前 - 前橋公園 - 敷島公園バスターミナル（渋川営業所との共管）
- 前橋駅 - 本町 - 県庁前 - 金古王塚台団地 - 群馬温泉
- けやきウォーク前橋 - 前橋駅 - 本町 - 県庁前 - 三ツ寺 - かみつけの里博物館前 - 群馬県立土屋文明記念文学館
- 前橋駅 - 本町 - 県庁前 - 中央大橋 - 関越交通前橋営業所
- 群大附属小前 - 川原町北 - 総合スポーツセンター
- コミュニティバス
  - 前橋市コミュニティバス「マイバス」　北循環線、南循環線など
  - 高崎市内循環バスぐるりん

### 吾妻営業所
詳細は「吾妻営業所」参照。
- 四万線：中之条駅 - 四万温泉
- 沢渡線：中之条駅 - 沢渡（沢渡温泉）（9人乗ジャンボタクシーで運行）
- 小野上温泉 - こもちの湯（一部便が経由）- 鯉沢十字路 - 渋川駅
- 吾妻中央高校･中之条駅･東吾妻町役場 - 日赤病院 - 群馬原町駅 - 大戸 - さかうえ（祝日を除く月曜日から金曜日の運行。全区間フリー乗降可）
- 群馬原町駅 - 日赤病院 - 御園 - 小野上駅 - 伊香保口 - 湯中子（祝日を除く月曜日から土曜日の運行）
- 群馬原町駅 - 岩島駅前 - 川中温泉口 - 上組 - 天狗の湯 - 群馬原町駅（原町循環）
- 吾妻渓谷シャトルバス（季節運行） 岩島駅 - 道の駅あがつま峡 - 旧熊の茶屋　※紅葉シーズンに運行

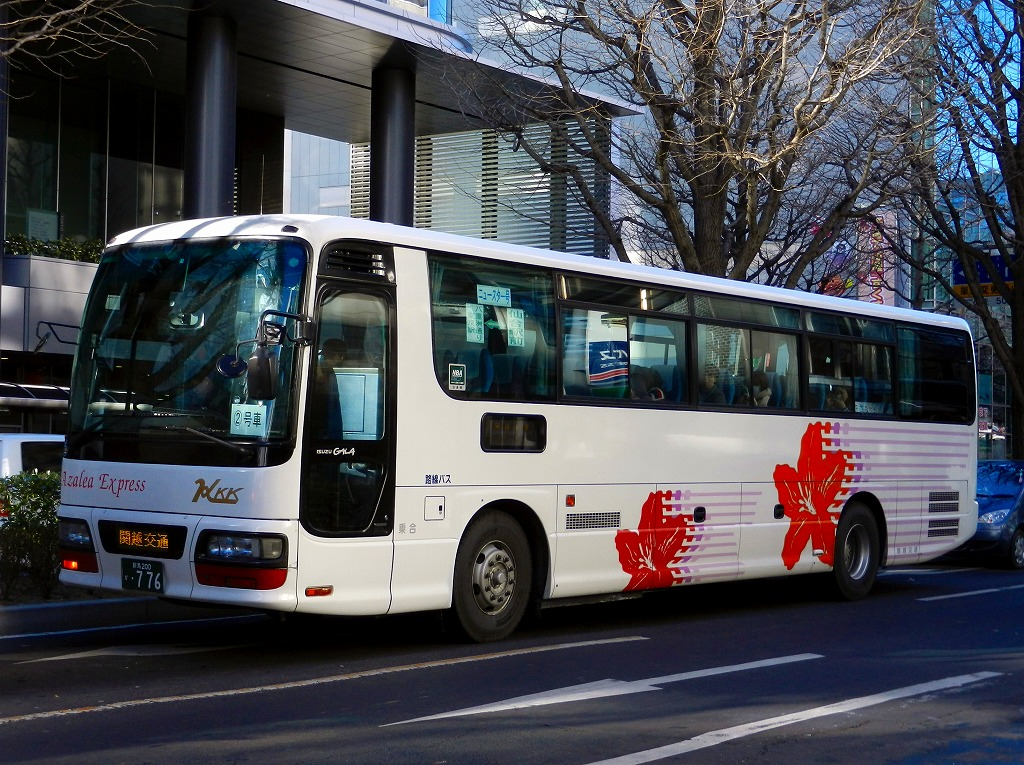
関越交通が運行する「ニュースター号」続行便

## 受託運行
2011年春より、東北急行バスからの委託を受け、東京 - 仙台線（ホリデースター号）の多客期の続行便も担当している。

## 車両
- 2020年（令和２年）6月1日現在、乗合バス152台、貸切バス30台、特定バス3台、タクシー35台を所有する[16]。
- 関越交通のバス車両は主に日野自動車・いすゞ自動車から導入されるが少数ながら三菱ふそう、日産ディーゼル（当時、現「UDトラックス」）車もある。近年はバリアフリーの関係からノンステップ車両も導入されている。かつては高出力車を積極的に導入していた。
- 最近では、前橋市内の路線用に日野・ポンチョ、日野・レインボー（ノンステップバス）と、前橋・高崎〜渋川間に日野・レインボー（ノンステップバス）が導入されている。
- 東武グループ各社の車輌の塗装がグループ色に統一される中、乗合用車両は1962年から採用された伝統の関越色となっていたが、2006年（平成18年）に朝日自動車から転入した路線用車輌では、従来の関越交通カラーに変わって白ベースに赤い楕円ラインのいわゆる「朝日自動車グループカラー」の車両も登場している。その後、関越交通で購入した生え抜きの新車についても、「朝日自動車グループカラー」で納車されるようになった。
- なお、他の東武グループのバス事業者とは異なり社番は無く登録番号を使用している。

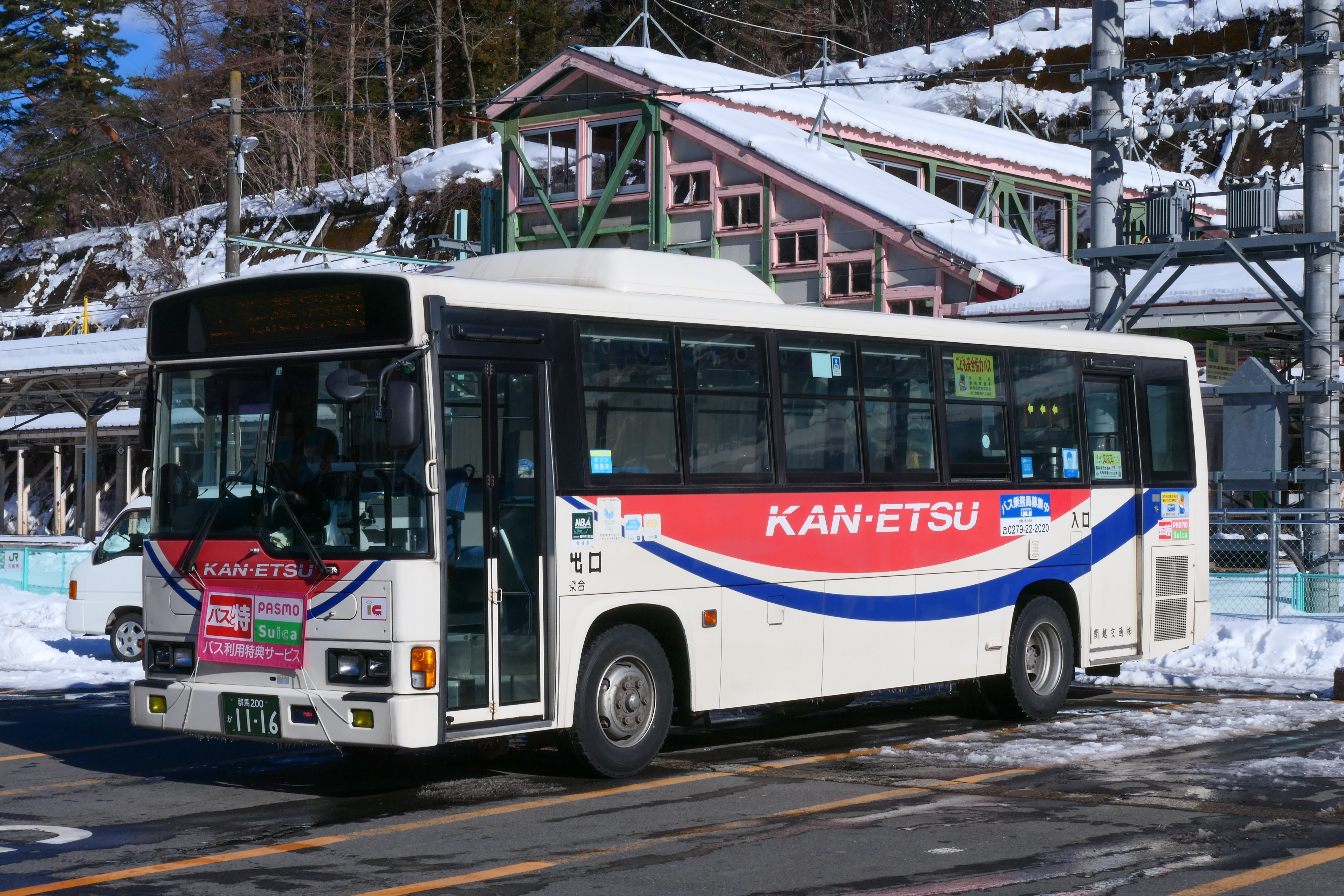
朝日自動車グループカラーの路線バス車両（水上駅）
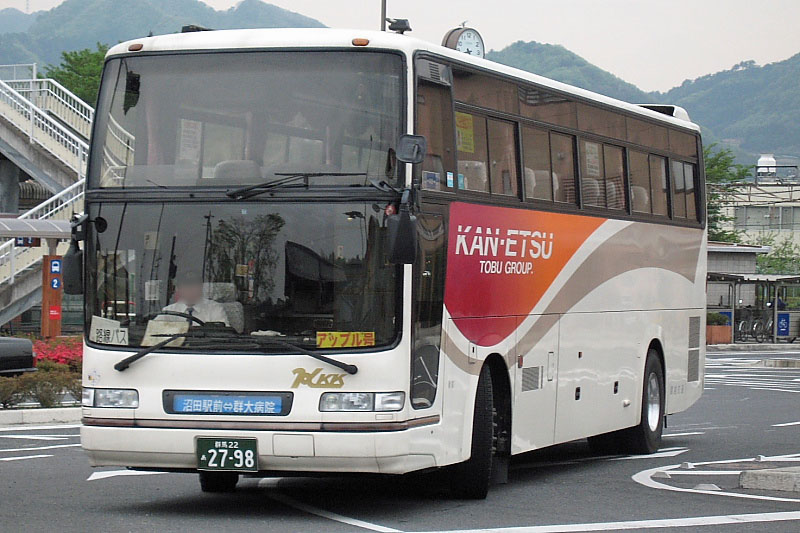
東武グループ貸切色車両（アップル号）
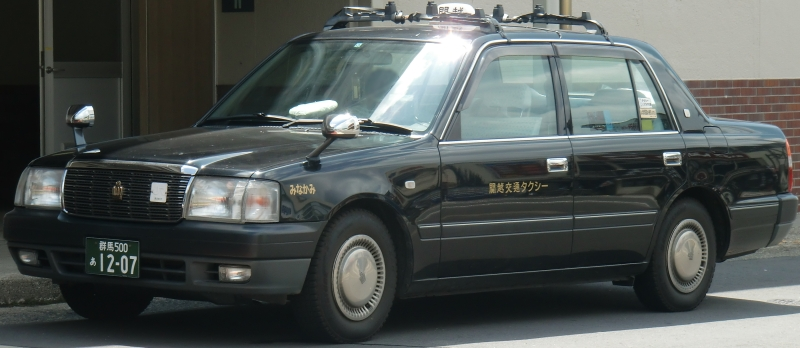
タクシー車両

## その他
- 2020年（令和2年）7月より、渋川市が舞台の漫画作品「頭文字D」とのコラボレーション企画として、所有車両の1台（いすゞ・KC-LV380N、3083号車）に同作品の主人公が搭乗するトヨタ・AE86を模したラッピングが施されている[17]。

## 参考書籍
1. BJエディターズ『BJハンドブック R54 朝日自動車』BJエディターズ、2005年1月1日、ISBN 4-4340-5322-1
2. BJエディターズ『BJハンドブック R52 東武バス』BJエディターズ、2004年5月1日、ISBN 4-4340-4072-3
3. 2005年7月27日発行三推社『バスマガジン』vol.12内バス会社潜入レポート「関越交通」
4. 大島登志彦『群馬・路線バスの歴史と諸問題の研究』上毛新聞社、2009年